# 桑野造船
桑野造船株式会社（くわのぞうせん、英: KUWANO BOATS CO.,LTD.）は、滋賀県大津市に本社を置き、競技用ボート製造、修理及び販売、ボート関連用品などの販売をする日本国内唯一の競技用ボート製造メーカー。

## 沿革
- 1868年（明治元年） - 桑野磯次郎が、大津市浜大津で「桑野造船所」として創業を開始。漁船・和船の建造開始。
- 明治初期 - 旅客船及び競技用ボートの建造開始。
- 大正初期 - モーターボートの建造開始。
- 大正後期 - ヨットの建造開始。
- 1949年（昭和24年） - 6月、桑野大が株式会社を設立。資本金50万円。
- 1955年（昭和30年） - 資本金200万円に増資。
- 1960年（昭和35年） - 琵琶湖汽船の発注により300人乗り旅客船建造。
- 1964年（昭和38年） - 資本金400万円に増資。
- 1968年（昭和43年） - 小型造船法実施 鉄鋼船主任技術者合格。
- 1972年（昭和47年） - 船舶建造で地域商工業の発展に寄与、滋賀県知事の野崎欣一郎より表彰。
- 1978年（昭和53年） - 7月、大津市堅田に新工場新築移転、競技艇専門工場として稼動。
- 1980年（昭和55年） - 船舶事業の振興に寄与 運輸大臣より表彰。
- 1986年（昭和61年） - FRP製艇製造開始。
- 1990年（平成2年） - 桑野大が死去。「新井良」に社長交代。資本金1,000万円に増資。
- 2000年（平成12年） - 新井良から「古川宗壽」に社長交代。
- 2001年（平成13年） - 本社を浜大津から堅田に移転。
- 2002年（平成14年） - 高級ハニカム艇（A1）の第1号艇完成。
- 2009年（平成21年） - 経済産業省「元気なモノ作り中小企業300社」に選定。
- 2012年（平成24年） - 古川 宗壽から現社長の「小澤哲史」に社長交代。
- 2013年（平成25年） - 11月、前社長の古川 宗壽が死去。
- 2014年（平成26年） - 大津市山百合の丘に新工場新築。本社移転。

## 主な製品

### 競漕艇

#### 自社艇
- KUWANO艇を自社生産しており、主に、A1艇、日本ローイング協会規格艇（1×,2×,4+,4×+）などを製造している。

#### 輸入艇
- 海外メーカーの「Empacher（英語版）（エンパッハ / ドイツ）」と「Win Tech（英語版）（ウィンテック / 中国）」の輸入総代理店をしている。

### オール
- 海外メーカーのオールを販売しており、主な取扱いメーカーは、「Croker（英語版）（クローカー / オーストラリア）」と 「Concept2（英語版）（コンセプト2 / アメリカ）」、「Win Tech」のオールを販売している。また、「Croker」は、日本での輸入総代理店も担当している。

### その他関連商品
- 2018年春、スタンドアップパドルボードと競技用ボートの要素を組み合わせた「サップローワー」を発売[2]。

- 艇載電子機器の「NK（ニールセンケラーマン）」のスピードコーチ、コックスボックスやConcept2のローイングエルゴメーター、漕艇諸施設・装備などを取り扱っている。